# Chappell (cràter)

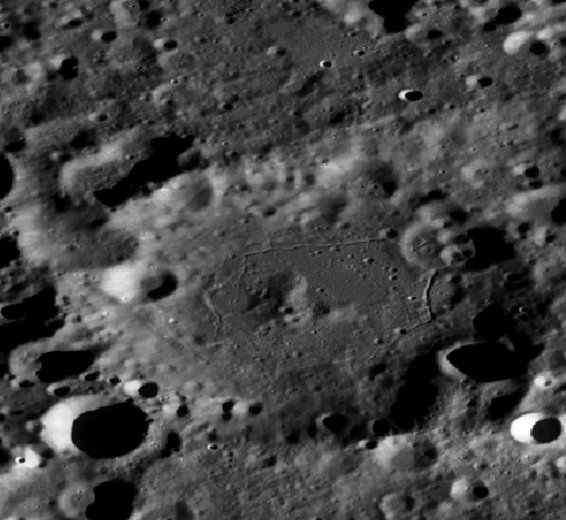
Fotografia de la missió Lunar Reconnaissance Orbiter

Chappell és un cràter d'impacte que es troba en la cara oculta de la Lluna, en l'hemisferi nord, al nord del cràter Debye. Aquest element es troba en una secció fortament bombardejada de la superfície, i gran part de la vora exterior del cràter està coberta per nombrosos cràters més petits. El costat nord, en particular, ha estat gairebé completament desintegrat, mentre que els petits cràters també recobreixen la vora en el nord-oest i el sud-est. El que queda del bord forma un ressalt arrodonit, una mica irregular, envoltant la depressió del cràter.

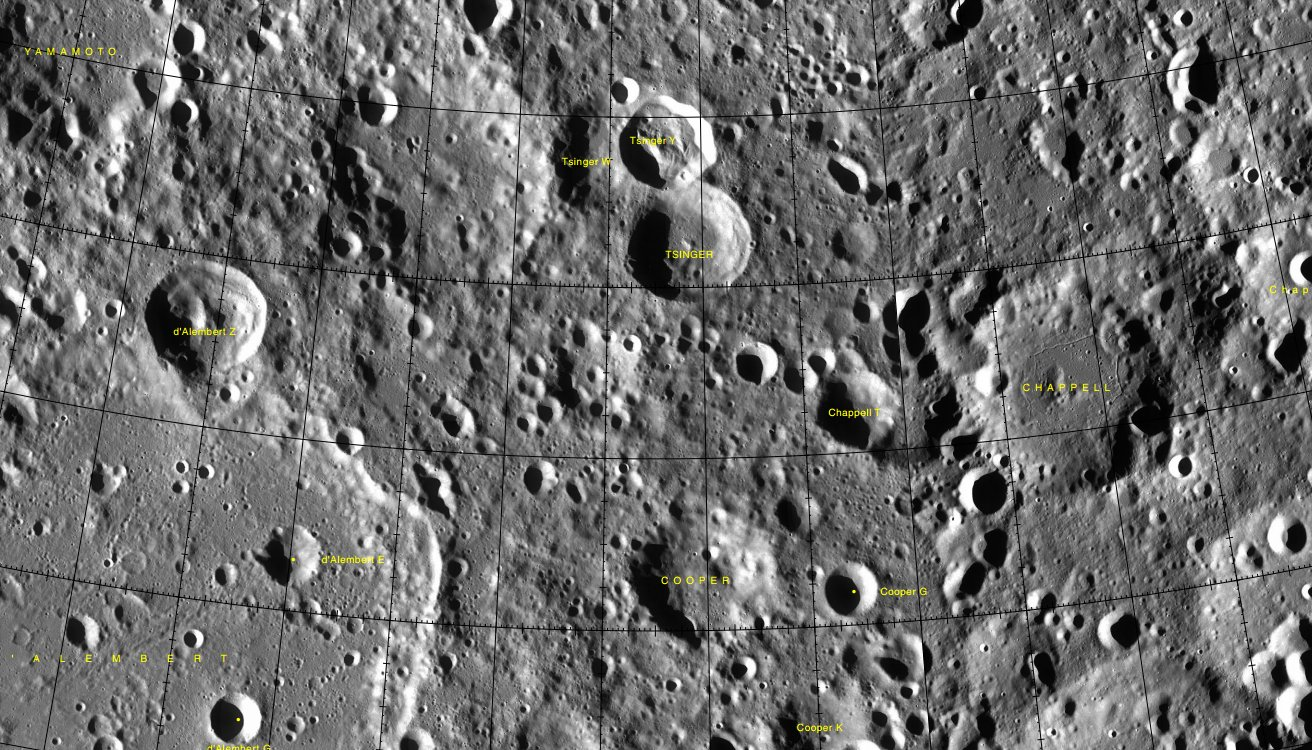
Localització de Chappell (Fotografia de la missió Lunar Reconnaissance Orbiter, amb Chappell al centre dreta).

En contrast, el pis interior no està particularment marcat per impactes a excepció d'alguns petits cràters. La superfície interior és més plana i sense trets significatius en comparació del terreny accidentat que envolta al cràter. Prop del punt central de la planta apareix una arrodonida i mínima cresta central.

## Cràters satèl·lit
Per convenció aquests elements són identificats en els mapes lunars posant la lletra en el costat del punt mitjà del cràter que està més prop de Chappell.
|          | \| Chappell \| Coordenades \| Diàmetre \| \| -------- \| -------------------------------------- \| -------- \| \| S \| 55° 48′ N, 171° 30′ O / 55.8°N,171.5°O \| 59 km \| \| T \| 54° 48′ N, 178° 54′ E / 54.8°N,178.9°E \| 28 km \| |          |
| Chappell | Coordenades | Diàmetre |
| S        | 55° 48′ N, 171° 30′ O / 55.8°N,171.5°O | 59 km    |
| T        | 54° 48′ N, 178° 54′ E / 54.8°N,178.9°E | 28 km    |

### Altres referències
- (WGPSN), IAU Working Group for Planetary System Nomenclature. «Gazetteer of Planetary Nomenclature. 1:1 Million-Scale Maps of the Moon» (en anglès).  UAI / USGS, 13-02-2013. [Consulta: 6 abril 2016].
- Andersson, L. E.; Whitaker, E. A.,. NASA Catalogue of Lunar Nomenclature (en anglès).  NASA RP-1097, 1982.
- Blue, Jennifer. «Gazetteer of Planetary Nomenclature» (en anglès).  USGS, 25-07-2007. [Consulta: 2 gener 2012].
- Bussey, B.; Spudis, P.. The Clementine Atlas of the Moon (en anglès).  Nueva York: Cambridge University Press, 2004. ISBN 0-521-81528-2.
- Cocks, Elijah E.; Cocks, Josiah C.. Who's Who on the Moon: A Biographical Dictionary of Lunar Nomenclature (en anglès).  Tudor Publishers, 1995. ISBN 0-936389-27-3.
- McDowell, Jonathan. «Lunar Nomenclature» (en anglès).   Jonathan's Space Report, 15-07-2007. [Consulta: 2 gener 2012].
- Menzel, D. H.; Minnaert, M.; Levin, B.; Dollfus, A.; Bell, B. «Report on Lunar Nomenclature by The Working Group of Commission 17 of the IAU» (en anglès). Space Science Reviews, 12, 1971, pàg. 136.
- Moore, Patrick. On the Moon (en anglès).  Sterling Publishing Co, 2001. ISBN 0-304-35469-4.
- Price, Fred W. The Moon Observer's Handbook (en anglès).  Cambridge University Press, 1988. ISBN 0521335000.
- Rükl, Antonín. Atlas of the Moon (en anglès).  Kalmbach Books, 1990. ISBN 0-913135-17-8.
- Webb, Rev. T. W.. Celestial Objects for Common Telescopes, 6ª edición revisada (en anglès).  Dover, 1962. ISBN 0-486-20917-2.
- Whitaker, Ewen A. Mapping and Naming the Moon (en anglès).  Cambridge University Press, 2003. 978-0-521-54414-6.
- Wlasuk, Peter T. Observing the Moon (en anglès).  Springer, 2000. ISBN 1-85233-193-3.